# Да будет утро
Да будет утро (ивр. ויהי בוקר‎, араб. فليكن صباحا‎) — израильский драматический фильм 2021 года израильского режиссёра Эрана Колирина (Визит оркестра, 2008), основанный на романе на иврите «Да будет утро» палестинского писателя Сайеда Кашуа. Дебютировал в Израиле в сентябре 2021 года на Международном хайфском кинофестивале, где получил награду за лучший фильм, лучший сценарий и лучшую мужскую роль. Фильм был номинирован на 15 наград премии Офир за 2021 год и получил 7 из них, в том числе награду за лучший фильм, при этом главные актёры отсутствовали на церемонии награждения.
В июне 2021 года фильм был отобран для участия в конкурсе Особый взгляд на Каннском кинофестивале 2021 года. Однако палестинский актёрский состав фильма выступил против отнесения фильма к категории «израильских» и, в знак протеста, отказался от участия в Каннском кинофестивале. Фильм был выбран в качестве израильской заявки на лучший международный художественный фильм на 94-й церемонии вручения премии Оскар, однако не попал в шорт-лист, что произошло в девятый раз после фильма Сноска 2012 года.

## Сюжет
Гражданин Израиля палестинского происхождения не может вернуться домой в Иерусалим после свадьбы из-за блокады дороги израильскими солдатами. Фильм начинается кадром голубей в клетке, которых привезли на свадьбу,  но они не взлетают и остаются на земле на протяжении всего фильма.
Сами (Алекс Бакри), приехавший со своей женой Мирой и сыном Адамом на свадьбу брата в родную деревню под Восточным Иерусалимом, безуспешно пытается объяснить израильским солдатам, что он гражданин Израиля, что завтра у него рабочий день и что его сын пропустит школу. В фильме есть несколько сюжетных линий, так отец семейства Тарек (Салим Дау) представляет старшее поколение, в семье Миры (которую играет Иона Сулейман) и Сами — давний разлад, у мужа любовница-израильтянка. Отдельная сюжетная линия рассказывает о водителе такси (Эхаб Саламе), который в долгу перед главой палестинской преступной группировки.

## Актёры
| Актёр             | Персонаж |
| ----------------- | -------- |
| Алекс Бакри       | Сами     |
| Джуна Сулейман    | Мира     |
| Салим Дау         | Тарек    |
| Ихаб Элиас Саламе | Абед     |
| Халифа Натур      | Мохаммед |
| Изабель Рамадан   | Захра    |
| Дорейд Лиддауи    | Набиль   |
| Яра Джарар        | Лина     |
| Маруан Хамдан     | Адам     |
| Арин Саба         | Рула     |
| Надиб Салади      | Ашраф    |

## Рецензии
Фильм, рассказывающий об арабско-еврейском конфликте, подвергся критике за то, что израильский режиссёр вывел на экран историю о совершенно чуждом ему палестинском существовании, представив солдат ЦАХАЛа в, можно сказать, «человеческом свете», и показав, что на самом деле настоящие «плохие парни» — члены местной вооружённой банды. Давид Аббатецианни из The New Arab похвалил «хорошую актёрскую игру и неотразимого главного героя».